# 古川聰
古川聰（日语：／ Furukawa Satoshi，1964年4月4日—），日本宇航员。神奈川縣横滨市出生。
榮光学園高校在學時期受為医叔父的影響而立志升學医學院。及後東京大學医學院畢業、致力從事消化系統外科臨床及相關研究，某日在和孩子觀看宇航員招募影片重燃對宇宙之熱情。2011年6月8日乘搭聯盟號、執行為期約5個月半的第28/29次國際太空站（ISS）長期滯留任務。

## 簡歴
- 1977年3月 - 横濱市立間門小学畢業
- 1983年3月 - 榮光学園畢業
- 1989年3月 - 東京大学医学部医学科畢業
- 1999年2月 - 古川與星出彰彦、山崎直子三人被選為登上國際太空站宇航員候選人
- 2000年 -  取得東京大学医学博士
- 2001年1月 - 正式認定為宇航员。
- 2004年5月 - 取得俄國聯盟號宇宙船載具工程師資格
- 2006年2月 - 取得任務執行專家資格（Mission Specialist）
- 2007年8月 - 佛羅里達州海底參加NASA極端環境任務執行訓練（NEEMO）[1]。

## 紀錄
古川連續於宇宙滯留167日，成為該紀錄最長的日本人（2位的野口聪一紀錄為163日）。2018年，该记录被金井宣茂的168日打破。

## 出演
- NHK特集 宇宙の渚（NHK） - プレゼンター[3]
  - 第1集 謎の閃光 超高層雷電（2012年4月22日）
  - 第2集 天空の女神 極光（2012年5月20日）
  - 第3集 46億年の旅人 流星（2012年6月17日）
- 超人七號　ハイビジョンリマスター版一挙放送  新春スペシャル対談(2013年1月1日、WOWOWプライム)
- ようこそ宇宙の特等席へ!地球周遊ナイトクルーズ（2013年1月2日、NHK BS Premium）

## 脚注
1. ↑  NASA. . NASA. 2007-07-24  [2019-04-08]. （原始内容存档于2012-08-29）.
2. ↑  . 毎日新聞. 2011-11-22  [2011-11-22]. （原始内容存档于2011-11-23）.
3. ↑  . 朝日新聞. asahi.com. 2012-04-11  [2012-04-23]. （原始内容存档于2012-04-11）.

## 外部連結
- JAXA官方简介 （页面存档备份，存于）
- 古川聰的X（前Twitter）